# Тупсі Клемент
Марта Кароліна «Тупсі» Джебе, у шлюбі Клемент (норв. Martha Caroline (Jebe) Clement; 13 квітня 1871, Тронгейм, Норвегія — 5 вересня 1959) — норвезька художниця.

## Біографія
Народилася 13 квітня 1871 року в місті Тронгейм, Норвегія. Навчалася у Ганса Геєрдала в Осло (1896) та в Крістофа Рота в Мюнхені (1898 — 1899), а потім навчалася у Парижі й Італії (1905).
1902 року вступила в шлюб з данським художником Ґадом Фредеріком Клементом.
Тупсі Клемент малювала портрети, квіти, екстер'єри та пейзажі. Серед її найкращих робіт є твори, які вона завершила у місті Скаген, де вона з чоловіком відпочивали щоліта із 1908 до 1920 року. Часто з ними там бували Лауріц Туксен та Вігго Йохансен. Її картина «Дві двічини граються на пляжі Скагена» належала Кристіану X, який теж проводив літо в Скагені.
У багатьох її роботах можна простежити вплив чоловіка, але її манера зображувати сонячне світло видається наслідком впливу Теодора Філіпсена.
З 1920 року подружжя щоліта їздило в Італію. 1933 року помер чоловік. Дітей пара не мала.
Тупсі Клемент померла 5 вересня 1959 року.